# Craugastor occidentalis
Espèce
Synonymes
- Borborocoetes mexicanus Boulenger, 1898
- Eleutherodactylus occidentalis Taylor, 1941

Statut de conservation UICN

 DD  : Données insuffisantes
Craugastor occidentalis est une espèce d'amphibiens de la famille des Craugastoridae.

## Répartition
Cette espèce est endémique du Mexique. Elle se rencontre au Zacatecas, au Nayarit, au Jalisco, au Colima et au Michoacán.

## Publications originales
- Boulenger, 1898 : Fourth report on additions to the batrachian collection in the Natural History Museum. Proceedings of the Zoological Society of London, vol. 1898, p. 473-482 (texte intégral).
- Taylor, 1941 : Some Mexican frogs. Proceedings of the Biological Society of Washington, vol. 54, p. 87-94 (texte intégral).